# Maison au 2, rue de Rathsamhausen à Guebwiller
La maison au 2, rue de Rathsamhausen est un monument historique situé à Guebwiller, dans le département français du Haut-Rhin.

## Localisation
Ce bâtiment est situé au 2, rue de Rathsamhausen à Guebwiller.

## Historique
L'édifice fait l'objet d'une inscription au titre des monuments historiques depuis 1935.